# Michał Guzik
Michał Guzik (ur. 28 września 1883, zm. 23 lutego 1933 w Sanoku) – polski urzędnik, funkcjonariusz policji, oficer.

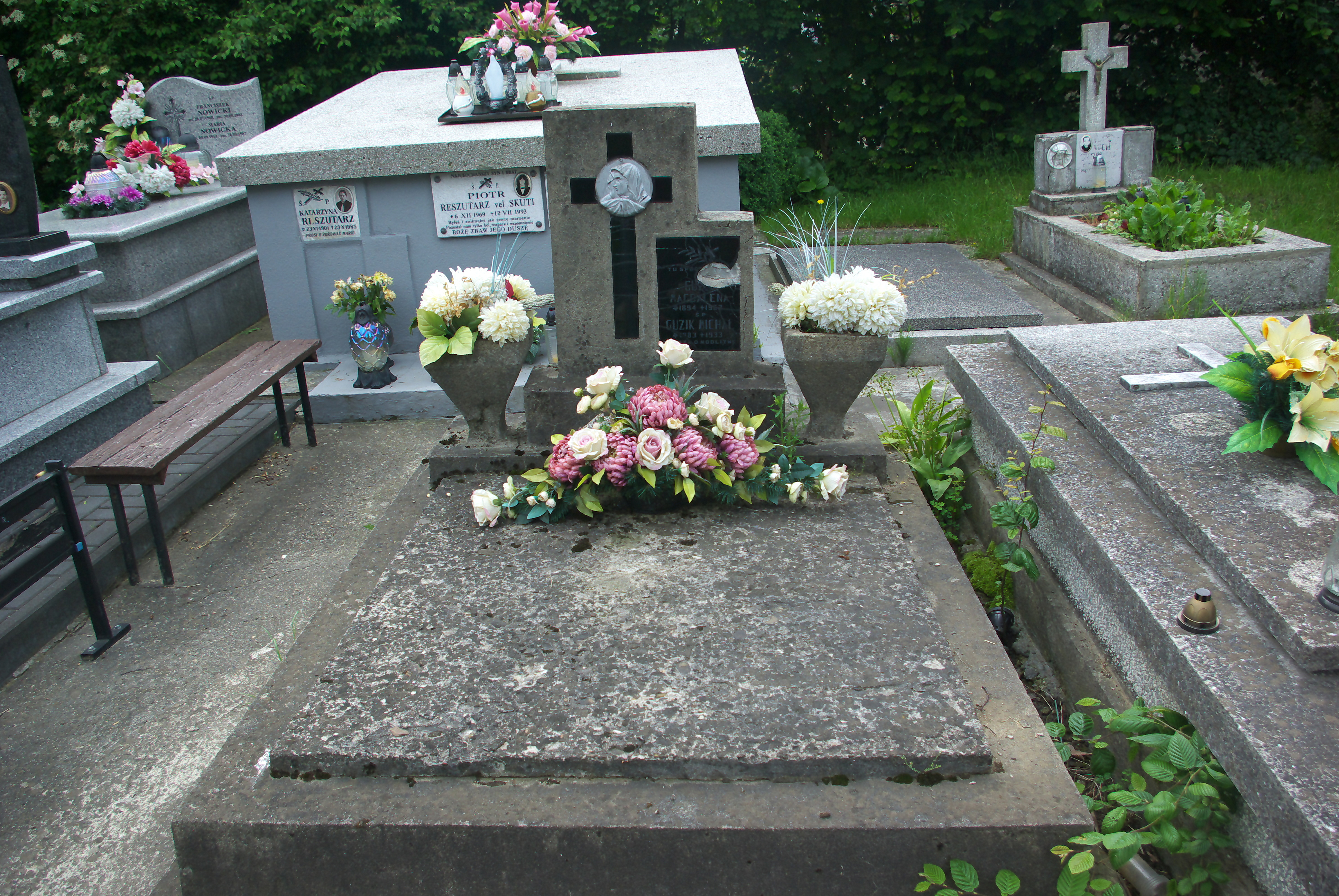
Grobowiec Michała Guzika

## Życiorys
Michał Guzik urodził się 28 września 1883. Był synem Jana (1851-1918, szewc pochodzący z Brzozowa) i Honoraty z domu Dąbrowskiej, po pierwszym mężu Keller (1845-1931). Jego przyrodnim bratem był Jan Keller (1876–1945).
Odbył naukę szkolną w wymiarze siedmiu klas. Od 1 lipca 1899 do 30 czerwca 1901 był zatrudniony w kancelarii adwokackiej Antoniego Bośniackiego w Sanoku. Od 1 lipca 1901 do 22 marca 1902 pracował w C. K. Dyrekcji Okręgu Skarbowego w Sanoku. Następnie, od 23 marca do 8 września 1902 był zatrudniony u notariusza Antoniego Kokurewicza w Sanoku. Potem, od 9 września 1902 do 9 października 1904 był pracownikiem C. K. Głównego Urzędu Podatkowego w Sanoku. Ponadto był zatrudniony w czasie popołudniowym w oddziale karnym C. K. Sądu Powiatowego w Sanoku oraz w biurze c. k. radcy sądowego Leonidasa Czyrowskiego.
Został powołany do służby w C. K. Obronie Krajowej i od 10 października 1904 do 15 września 1907 służył w 18 pułku piechoty z Przemyśla. Po zwolnieniu z wojska 16 września 1907 podjął pracę w oddziale podatkowym przy starostwie c. k. powiatu sanockiego jako pomocnik kancelaryjny. Od 1 kwietnia 1910 był sierżantem policji w Sanoku (zastępując na stanowisku praktykanta policji Maksymiliana Słuszkiewicza). W pierwszej połowie 1914 otrzymał awans w postaci przeniesienia go na posadę urzędnika przy magistracie miasta Sanoka. W swojej pracy odnosił sukcesy, np. doprowadził do wykrycia sprawców kradzieży z 24 marca 1912 w mieszkaniu Emila Gawła, a w styczniu 1914 grupy kieszonkowców.
W międzyczasie w C. K. Obronie Krajowej został mianowany na stopień kadeta piechoty w grupie nieaktywnych z dniem 1 stycznia 1911, następnie awansowany na stopień chorążego piechoty w rezerwie z dniem 1 stycznia 1911. Od 1911 był przydzielony do 1 pułku piechoty z Wiednia. Po wybuchu I wojny światowej został powołany do służby wojskowego. Odbywał służbę w zakresie utrzymania jeńców wojennych. Został awansowany na stopień porucznika piechoty w rezerwie z dniem 1 lutego 1916. Do 1918 pozostawał z przydziałem do 1 pułku piechoty (od 1917 przemianowany na Pułk Strzelców Nr 1).
W 1916 powrócił do Sanoka. Na początku tego roku pozostawał w charakterze praktykanta policji w Sanoku, a 2 marca 1916 został stabilizowany w dotychczasowym charakterze służbowym. W późniejszym czasie zastąpił na stanowisku dotychczasowego inspektora policji w Sanoku, Wiktora Dręgiewicza (był nim w 1921). Od 18 grudnia 1924 był zatrudniony w urzędniczym charakterze komisarza Magistratu miasta Sanoka. Później pozostawał formalnie na stanowisku pomocnika referenta. Był jednym z trzech urzędników, którzy objęli obowiązki dotychczasowego sekretarza Magistratu, Tomasza Rozuma, po jego przejściu na emeryturę w 1931. Do końca życia pozostawał w randze komisarza magistratu miasta Sanoka.
W 1917 z okazji wbicia gwoździa do Tarczy Legionów w Sanoku dokonał wsparcia finansowego na fundusz dla legionistów-inwalidów oraz wdów i sierot po legionistach. U kresu wojny był w składzie delegacji skierowanej z rady miejskiej w Sanoku na pertraktacje z dowódcą stacjonującego w mieście pułku, płk. Iwanem Maksymowiczem. Należał do Towarzystwa Eleuterya w Sanoku. Zarówno przed, jak i po 1918 był członkiem sanockiego gniazda Polskiego Towarzystwa Gimnastycznego „Sokół”.
25 kwietnia 1914 ożenił się z wdową, Magdaleną Swobodą z domu Florek (1894-1962). Zamieszkiwał przy ulicy Antoniego Potockiego 30 (pierwotnie budynek figurował pod numerem konskrypcyjnym 395). Zmarł 23 lutego 1933 w Sanoku. Został pochowany na cmentarzu przy ul. Rymanowskiej w Sanoku 25 lutego 1933.

## Odznaczenia
- Brązowy Medal Zasługi Wojskowej na wstążce Medalu Zasługi Wojskowej z mieczami (przed 1918)[22]
- Srebrny Medal Waleczności 1 klasy (przed 1916)[21]